# Robert Jocelyn (vicomte Jocelyn)
Pour les articles homonymes, voir Jocelyn.
Robert Jocelyn, vicomte Jocelyn (20 février 1816 - 12 août 1854), est un soldat britannique et un homme politique conservateur.

## Biographie
Né à Carlton House Terrace, à Londres, Jocelyn est le fils aîné et héritier de Robert Jocelyn (3e comte de Roden), et de Maria Frances Catherine, fille de Thomas Stapleton, 12e baron le Despencer.

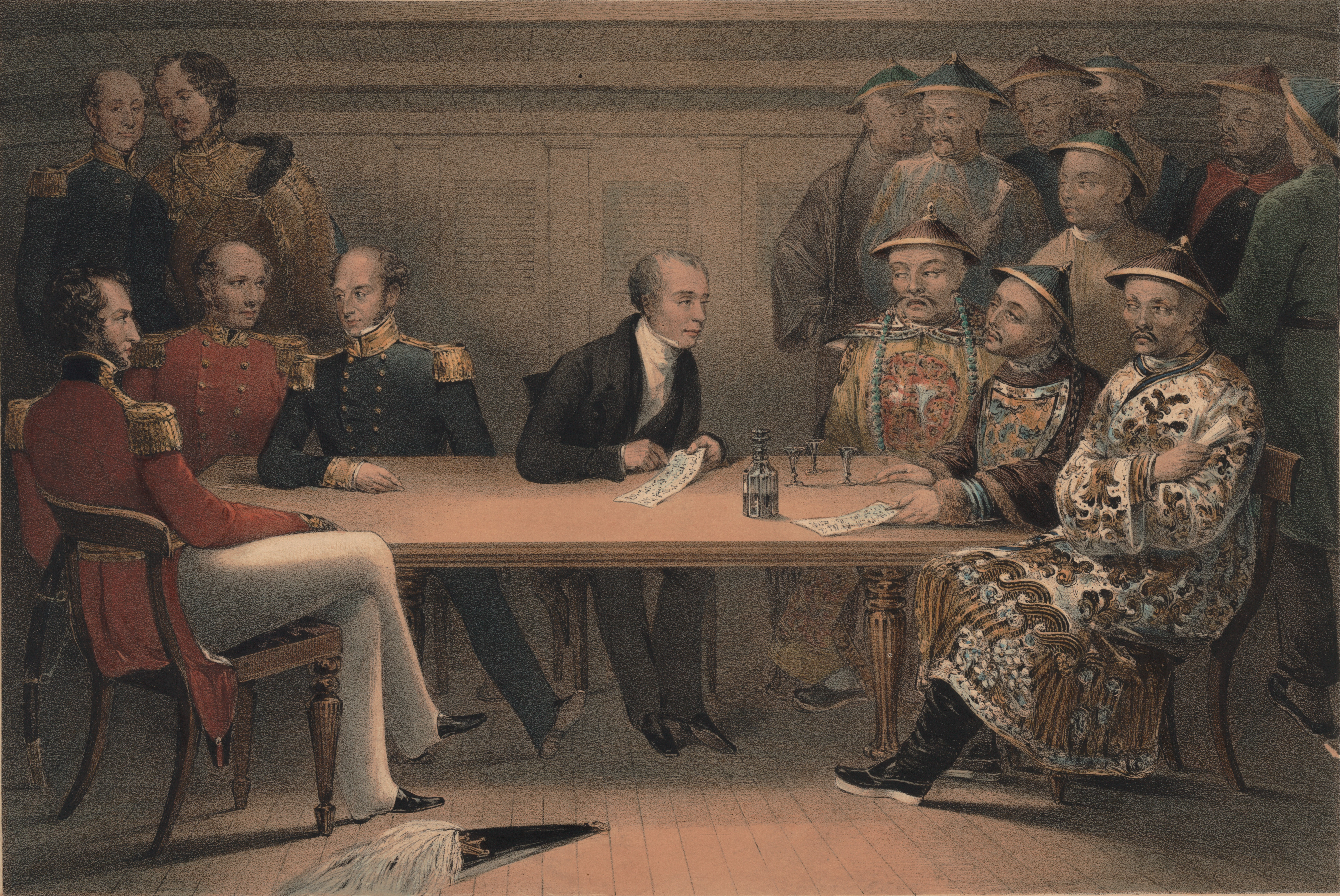
Lord Jocelyn (deuxième à partir de la gauche) lors d'une conférence réunissant des responsables britanniques et chinois à bord du HMS Wellesley le 4 juillet 1840

Jocelyn sert dans la Première guerre de l'opium en tant que secrétaire militaire de Lord Saltoun. Il publie deux ouvrages sur ses expériences du conflit. En 1853, il est nommé lieutenant-colonel commandant de la milice de East Sussex.
Il est député de King's Lynn de 1842 à 1854. Il exerce des fonctions auprès de Robert Peel en qualité de secrétaire adjoint du Conseil de contrôle entre 1845 et 1846.

## Famille
Robert Jocelyn épouse Frances Elizabeth, fille de Peter Clavering-Cowper, 5e comte Cowper, en 1841. Ils ont plusieurs enfants. En 1854, alors que son régiment, la milice d'East Essex, est logé dans la tour de Londres, il contracte le choléra et meurt à Londres en août de cette année-là, à l'âge de 38 ans, avant son père. Son fils aîné, Robert Jocelyn (4e comte de Roden), succède à son grand-père. Frances Elizabeth est décédée en mars 1880.

## Ouvrages
- Jocelyn, Robert (1841). Six mois avec l'expédition chinoise; ou, Feuilles d'un cahier de soldat (2e  éd.). Londres : John Murray.